# US Open 1991
Lo US Open 1991 è stata la 111ª edizione dello US Open e quarta prova stagionale dello Slam.Si è disputato dal 26 agosto all'8 settembre 1991 al USTA Billie Jean King National Tennis Center in Flushing Meadows di New York negli Stati Uniti. 
Il singolare maschile è stato vinto dallo svedese Stefan Edberg, che si è imposto sullo statunitense Jim Courier in tre set col punteggio di 6–2, 6–4, 6–0. Il singolare femminile è stato vinto dalla jugoslava Monica Seles, che ha battuto in finale la statunitense Martina Navrátilová.
Nel doppio maschile si sono imposti John Fitzgerald e Anders Järryd. Nel doppio femminile hanno trionfato Pam Shriver e Nataša Zvereva. 
Nel doppio misto la vittoria è andata a Manon Bollegraf, in coppia con Tom Nijssen.

## Seniors

### Singolare maschile
Stefan Edberg ha battuto in finale  Jim Courier con il punteggio di 6–2, 6–4, 6–0.
- È stato il 5º titolo del Grande Slam per Edberg e il suo 1º US Open.

### Singolare femminile
Monica Seles ha battuto in finale  Martina Navrátilová con il punteggio di 7–6(1), 6–1. 
- È stato il 4º titolo del Grande Slam per Monica Seles e il suo 1º US Open.

### Doppio maschile
John Fitzgerald /  Anders Järryd hanno battuto in finale  Scott Davis /  David Pate con il punteggio di 6–3, 3–6, 6–3, 6–3.

### Doppio femminile
Pam Shriver /  Nataša Zvereva hanno battuto in finale  Jana Novotná /  Larisa Neiland con il punteggio di 6–4, 4–6, 7–6(5).

### Doppio misto
Manon Bollegraf /  Tom Nijssen hanno battuto in finale  Arantxa Sánchez Vicario /  Emilio Sánchez Vicario con il punteggio di 6–2, 7–6(2).

## Juniors

### Singolare ragazzi
Leander Paes ha battuto in finale  Karim Alami con il punteggio di 6–4, 6–4.

### Singolare ragazze
Karina Habšudová ha battuto in finale  Anne Mall con il punteggio di 6–1, 6–3.